# Aeropuerto Municipal de Provo
El Aeropuerto Municipal de Provo (del inglés: Provo Municipal Airport) (IATA: PVU, OACI: KPVU, FAA LID: PVU) es un aeropuerto público ubicado 3.2 km (2 millas) al oeste de Provo, en el condado de Utah, Utah.

## Historia
La Torre de Control de Tráfico Aéreo del aeropuerto se inauguró en 2005; anteriormente, el aeropuerto no estaba controlado. Cuando se abrió la torre de control, el espacio aéreo cercano se convirtió en espacio aéreo Clase D en un radio de 4 millas náuticas (7,4 km) alrededor del aeropuerto y hasta 7000 pies (2100 m) MSL (2500 pies AGL), con un corte circular en el sur parte que rodea el cercano Aeropuerto de Spanish Fork-Springville, que no es Clase D.
Anticipándose al servicio comercial de aerolíneas, se construyó una nueva área de terminal a principios de 2011 para albergar el equipo de la Administración de Seguridad del Transporte para la inspección de pasajeros. Desde agosto de 2012, se utiliza un escáner de cuerpo completo de ondas milimétricas. En noviembre de 2019, el aeropuerto inició la construcción de una nueva terminal, la cual tuvo un costo de $40 millones de dólares. La nueva terminal tendrá 4 puertas en su fase inicial con una futura expansión a 10 puertas en total. Se espera que la terminal esté terminada durante el transcurso del año 2022.

## Aerolíneas y destinos
| Aerolíneas     | Destinos |
| -------------- | --- |
| Allegiant Air  | Austin, Chicago–Midway, Houston–Hobby, Nashville, Orange County, Orlando/Sanford, Phoenix/Mesa, Portland (OR), San Diego                                                                                       |
| American Eagle | Dallas/Fort Worth, Phoenix–Sky Harbor |
| Breeze Airways | Burbank (inicia el 11 de marzo de 2026), Dallas/Fort Worth, Las Vegas (reinicia el 13 de marzo de 2026), Orange County, Orlando, Orlando, Phoenix–Sky Harbor, San Bernardino, San Francisco, Washington–Dulles |

## Estadísticas

### Tráfico anual
| Año  | Pasajeros | Año  | Pasajeros | Año  | Pasajeros |
| ---- | --------- | ---- | --------- | ---- | --------- |
| 2016 | 151,000   | 2020 | 165,000   | 2024 | 889,000   |
| 2017 | 176,000   | 2021 | 145,000   | 2025 |           |
| 2018 | 155,000   | 2022 | 264,000   | 2026 |           |
| 2019 | 214,000   | 2023 | 810,000   | 2027 |           |